# The Hustle
The Hustle (bra: As Trapaceiras; prt: As Vigaristas) é uma comédia cinematográfica estadunidense de 2019 dirigida por Chris Addison e produzida pela United Artists Releasing e Universal Pictures. É um remake do filme de 1988 Dirty Rotten Scoundrels, que em si é um remake do filme de 1964 Bedtime Story. Os principais papéis no filme foram interpretados por Anne Hathaway e Rebel Wilson.
A estreia do filme aconteceu em 10 de maio de 2019 nos Estados Unidos.

## Elenco
- Anne Hathaway como Josephine Chesterfield
- Rebel Wilson como Penny Rust
- Alex Sharp como Thomas Westerburg
- Dean Norris como Howard Bacon
- Timothy Simons como Jeremy
- Ingrid Oliver como Brigitte Desjardins
- Nicholas Woodeson como Albert
- Rob Delaney como Todd
- Tim Blake Nelson como Portnoy
- Casper Christensen como Mathias

## Recepção

### Bilheteria
Em 18 de junho de 2019, o filme The Hustle arrecadou US$ 35,4 milhões nos Estados Unidos e no Canadá e US$ 62 milhões em outros países; um total de US$ 97,4 milhões.

### Recepção crítica
O filme The Hustle recebeu uma resposta negativa dos críticos. No Rotten Tomatoes, 15% das cento e trinta e nove críticas de filmes são positivas (a classificação média foi de 3,89 em 10). No Metacritic, a pontuação média de 28 avaliações foi de 35 pontos em 100.